# Johannes Lichtenberger
Johannes Lichtenberger, il cui nome è scritto talvolta Johann o Joannes; noto anche come Giovanni di Claromonte (1458 – 1503 o 1510), è stato un astrologo tedesco.
È noto per la sua opera in latino dal titolo Prognosticatio, pubblicata la prima volta ad Heidelberg nel 1488.

## Opere
- (LA) Prognosticatio, 1526  [1488]. Ospitato su Bayerische Staatsbibliothek.